# Oberföhring
Oberföhring ist ein Stadtteil der bayerischen Landeshauptstadt München und gehört zum Stadtbezirk 13 Bogenhausen.

## Lage
Oberföhring liegt im Nordnordosten Münchens – am rechten Ufer der Isar – und ist Teil des Stadtbezirks 13 Bogenhausen. Innerhalb dieses Stadtbezirks grenzt Oberföhring an die Stadtteile Bogenhausen, Englschalking und Johanneskirchen.

## Geschichte
Oberföhring ist der am frühesten urkundlich erwähnte Stadtteil des heutigen München. Er wird am 3. Juli 750 als ad feringas erstmals genannt; es folgt 783 die Nennung des Hofes feringa in einer Urkunde Herzog Tassilos III., die Bestandteil des Traditionsbuches des oberösterreichischen Klosters Mondsee ist. Im Jahr 903 wurde der Oberföhringer Hof von König Ludwig IV. an die Bischofskirche Regensburg übertragen. Auf dem Gebiet Oberföhrings gab es bereits in der Römerzeit eine Handelsstraße mit einem Flussübergang über die Isar. Handelskarawanen transportierten hauptsächlich Salz aus der Gegend von Salzburg in das reiche Augsburg (→ Salzhandel). Sie konnten hier bei normalem Wasserstand den Fluss leicht durchschreiten. Dies ist bis heute durch Namen wie Salzstraße, Salzsenderweg und An der Salzbrücke belegt. Um die Jahrtausendwende ließ der Grundherr, der Bischof von Freising, eine Brücke bauen und erhob für die Überquerung einen Brückenzoll. Durch diesen Brückenzoll wurde Oberföhring zu einer wohlhabenden Ortschaft. Der bayerische Herzog Heinrich der Löwe zerstörte die Brücke im Jahr 1156 und baute stattdessen ein paar Kilometer flussaufwärts eine eigene, um fortan selbst den Brückenzoll einzubehalten. Oberföhring gehörte bis zur Säkularisation 1803 zum Hochstift Freising.
Mitte des 18. Jahrhunderts, als in München eine scharfe antiliberale Stimmung herrschte, entwickelte sich an drei Wochentagen ein Nahtourismus aus der Stadt nach Oberföhring, wo unzensierte Zeitungen auflagen und man vor Spitzeln am Nebentisch keine Angst haben musste. Dieser Umstand war der Zugehörigkeit des Ortes zum Hochstift Freising geschuldet, auf das die bayerische Zensur keinen direkten Einfluss hatte. Dies wurde Föhringer Tage genannt.
Nach der Säkularisation in Bayern und der Auflösung des Hochstifts Freising kam Oberföhring zum Kurfürstentum Bayern. Durch das Gemeindeedikt von 1818 wurde es mit dem Ortsteil St. Emmeram zu einer eigenständigen politischen Gemeinde.
Im Jahr 1910 zählte die Gemeinde 1056 Seelen in 215 Haushaltungen; dazu kamen ab 1870 600 bis 800 italienische Saisonarbeiter in den 17 Ziegeleien auf der Lößlehmzunge im Osten der Gemeinde. Die Gemeindefläche maß 3,63 km². Diese Abgrenzung entspricht weitestgehend der heutigen Gemarkung 8692 Oberföhring mit einer Fläche von 3,65 km². Letzter Bürgermeister der selbstständigen Gemeinde war von 1899 bis 1913 Fritz Meyer. Am 1. Juli 1913 wurde Oberföhring nach München eingemeindet.
Der aktuelle Stadtbezirksteil 13.1 Oberföhring des Stadtbezirks Bogenhausen hat eine geringere Fläche von 2,21 km². Die Einwohnerzahl betrug 13.179 zum Stand 31. Dezember 2015.

## Ortsbild

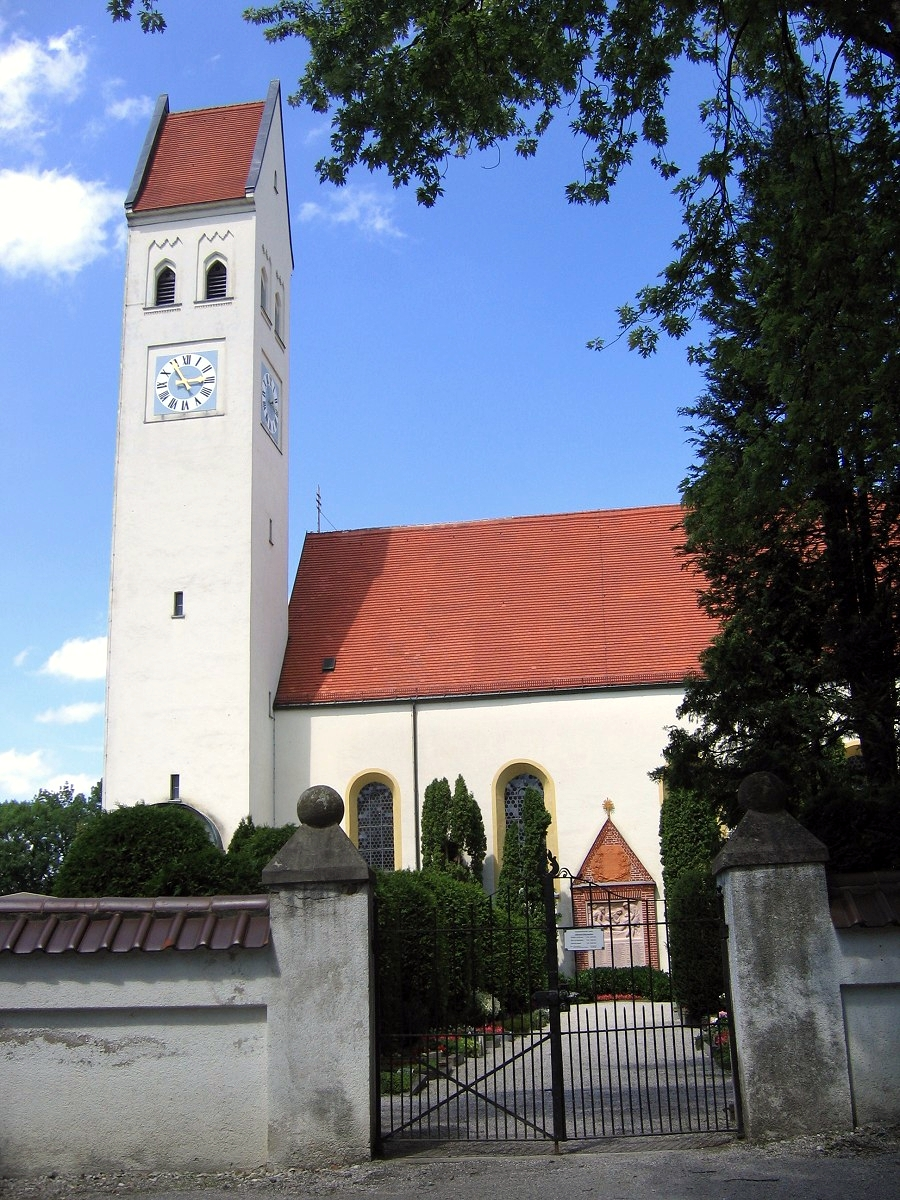
St. Lorenz

Die besondere Lage am Hochufer der nördlichen Isar mit den direkt zu den Isarauen und dem Isarkanal führenden Spazierwegen lädt viele Spontanausflügler aus der Region und aus München in diesen Stadtteil ein. Auch das nahegelegene Stauwehr, bei dem der Isar der Mittlere-Isar-Kanal abgerungen wird, ist beliebter Verweilplatz; hier kann man zu Fuß die Isar überqueren und in den Nordteil des Englischen Gartens gelangen. Das 22 Hektar große Freizeitgelände „Isarinsel Oberföhring“ erstreckt sich zwischen der Isar und dem Kanal vom Stauwehr bis zur Stadtgrenze an der Herzog-Heinrich-Brücke. Es wurde in den Jahren 1976 bis 1978 nach den Planungen des Münchner Landschaftsarchitekten Gottfried Hansjakob zusammen mit der Stadtgartendirektion unter Leitung von Josef Wurzer angelegt. Nur einige Gehminuten flussabwärts des Isarkanals gelangt man zum Ortsteil St. Emmeram mit der St. Emmeramsmühle und der benachbarten Gedächtniskapelle St. Emmeram.
Die weitgehend im frühen „Bauernbarock“ des zeitigen 17. Jahrhunderts gestaltete katholische Kirche St. Lorenz (geweiht dem Hl. Laurentius), ist Zentrum der gleichnamigen Pfarrei und befindet sich im alten Dorfkern von Oberföhring, der eine einladende und friedliche Idylle etwas abseits der Hauptdurchgangsstraße behalten konnte. Hier befindet sich auch das stattliche Pfarrhaus (19. Jahrhdt.), das ehemalige Schulgebäude (jetzt Begegnungsstätte) sowie das Bernheimer Schlösschen, ein schon fast am Hochufer zu den Isarauen gelegenes Herrschaftsanwesen, das seit der jüngsten Vergangenheit als Sitz verschiedener sozialen Einrichtungen dient.
Auf dem bei St. Lorenz befindlichen Friedhof befinden sich die Gräber des Bildhauers Adolf von Hildebrand, Architekt des Wittelsbacher Brunnens am Lenbachplatz in München, und des Medienunternehmers Leo Kirch.
Der markante Wasserturm auf dem Hochufer neben dem Bernheimerschlößl (Muspillistraße 19) aus den Jahren 1902/1903 mit einer zylindrischen Wasserstube auf konischem Fuß wurde 1962 abgebrochen.
Im Süden von Oberföhring lag jenseits der heutigen Wahnfried-Allee der Priel, ein Wald und Jagdgebiet der Freisinger Bischöfe, der unmittelbar an das bayerische Bogenhausen grenzte. Die dortige Ziegelei lag bereits auf kurbayerischem Gebiet. 1812 kam der gesamte Priel an Bogenhausen.
In Oberföhring befindet sich außerdem die Sammlung Goetz, die in einem Museumsbau von Pierre de Meuron und Jacques Herzog 1993 einzog. Gegenüber liegt der Bürgerpark Oberföhring (ehemals das „Oberföhringer Krankenhaus“, welches durch den Bau des Klinikums Bogenhausen im Jahr 1983/84 aufgelöst wurde), ein parkähnliches Gelände mit lockerer Bebauung. Er ist kulturellen Zwecken gewidmet und Heimstätte einiger Vereine.

## Karten

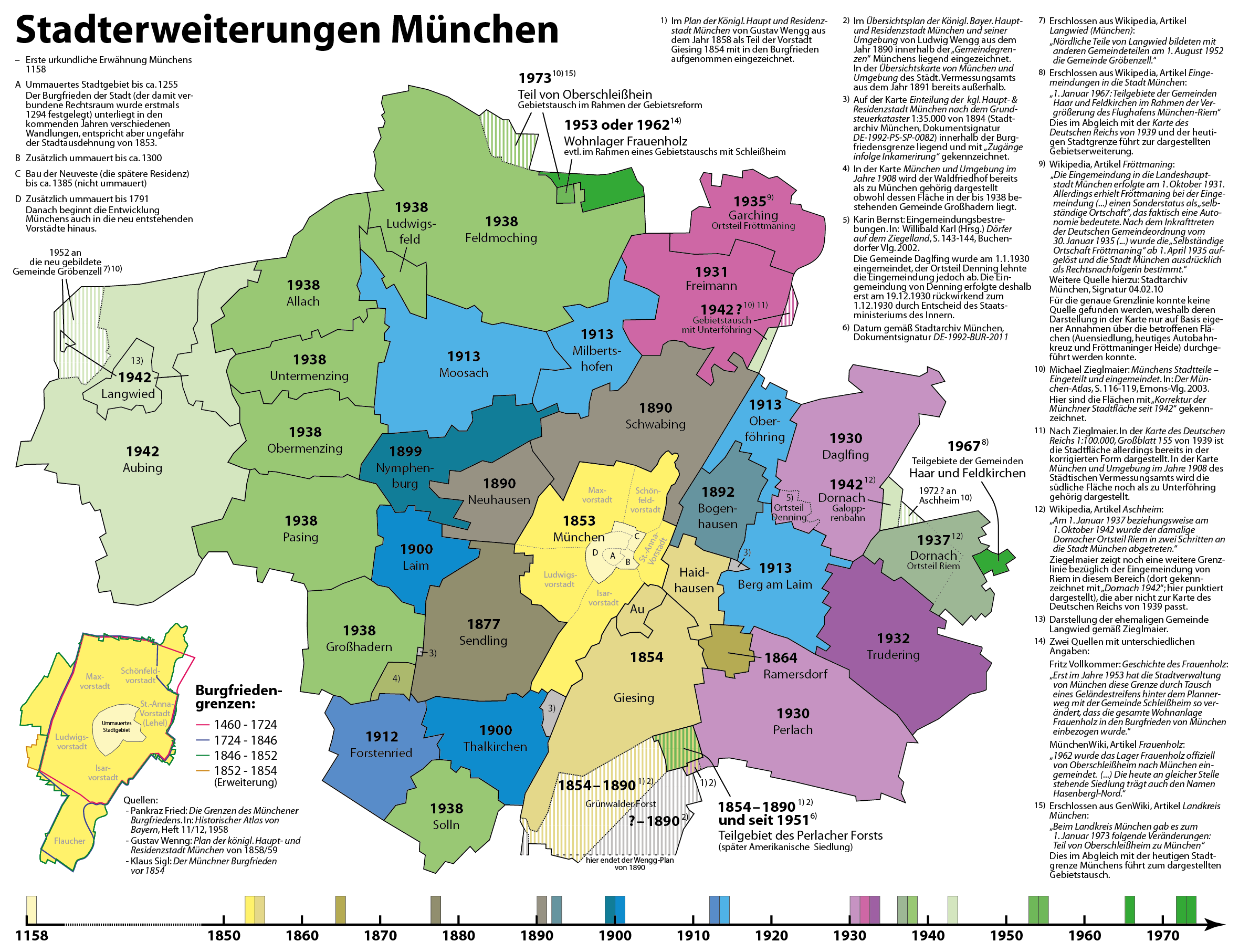
Historische Abgrenzung: Eingemeindung von Oberföhring nach München 1913
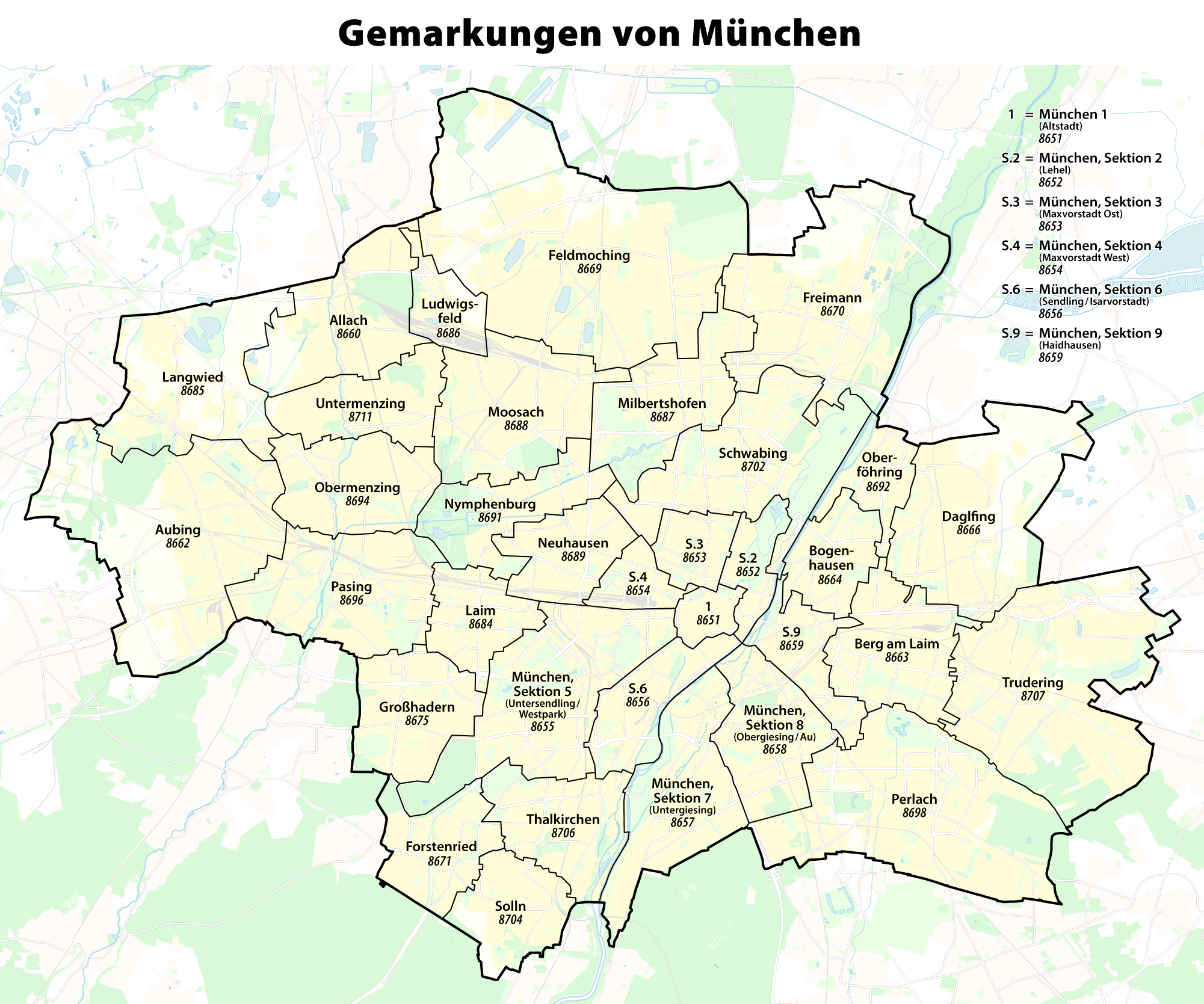
Die Gemarkung 8692 Oberföhring entspricht weitestgehend der früheren Gemeinde
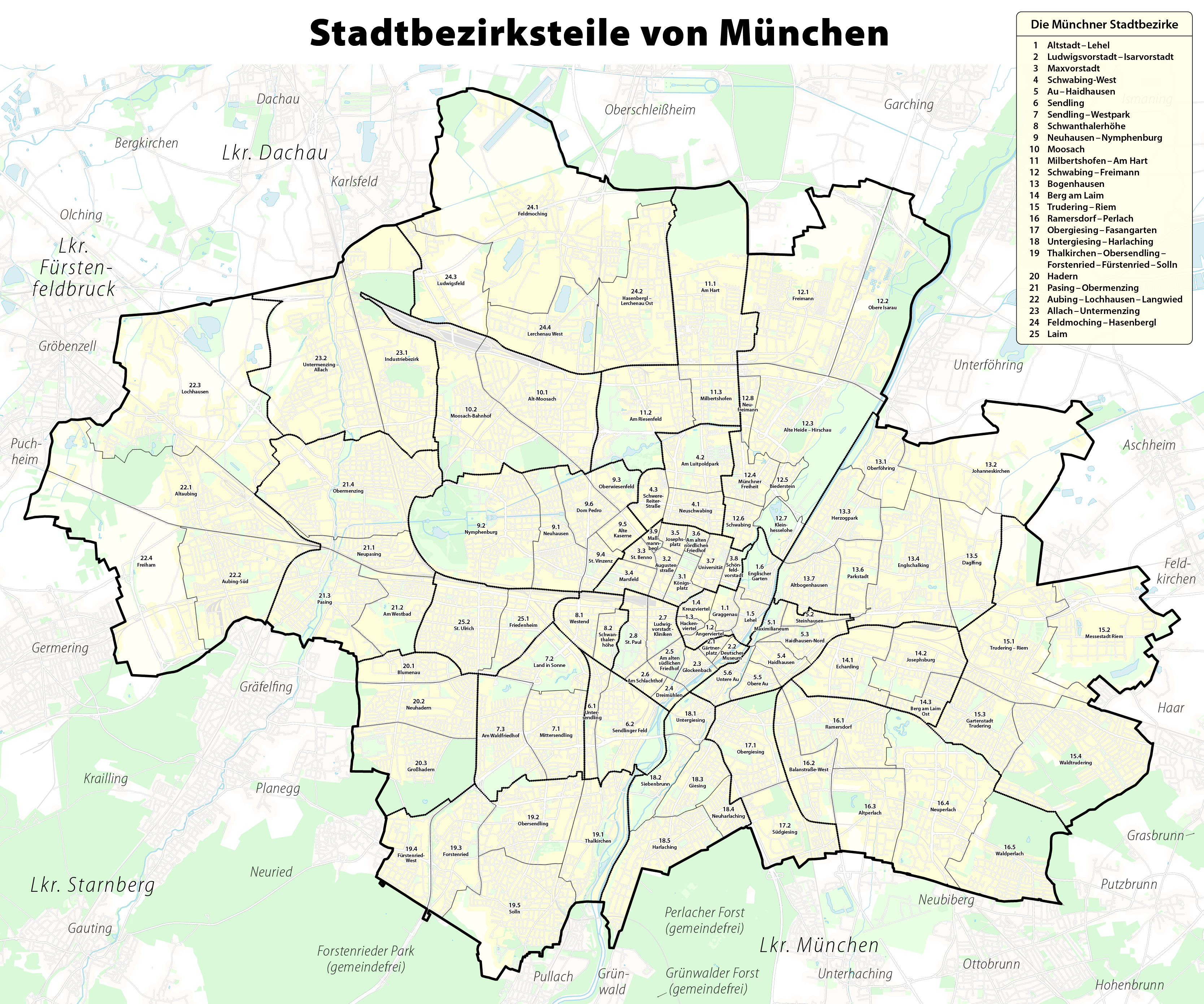
Heutige Abgrenzung: Der Stadtbezirksteil 13.1 Oberföhring innerhalb des Stadtbezirks Bogenhausen

## Kultur
- Sammlung Goetz, Oberföhringer Straße 103
- Bürgerpark Oberföhring, Oberföhringer Straße 156
- Die Kleine Kasperlbühne im Bürgerpark Oberföhring, Oberföhringer Straße 156